# Пуерто-Аякучо
Пуерто-Аякучо (ісп. Puerto Ayacucho) — місто у Венесуелі, адміністративний центр штату Амасонас.

## Географія
Лежить на річці Ориноко на кордоні з Колумбією.

### Клімат
Місто знаходиться у зоні, котра характеризується мусонним кліматом. Найтепліший місяць — березень із середньою температурою 29.4 °C (84.9 °F). Найхолодніший місяць — липень, із середньою температурою 26.3 °С (79.3 °F).
| Клімат Пуерто-Аякучо    | Клімат Пуерто-Аякучо | Клімат Пуерто-Аякучо | Клімат Пуерто-Аякучо | Клімат Пуерто-Аякучо | Клімат Пуерто-Аякучо | Клімат Пуерто-Аякучо | Клімат Пуерто-Аякучо | Клімат Пуерто-Аякучо | Клімат Пуерто-Аякучо | Клімат Пуерто-Аякучо | Клімат Пуерто-Аякучо | Клімат Пуерто-Аякучо | Клімат Пуерто-Аякучо |
| Показник                | Січ.                 | Лют.                 | Бер.                 | Квіт.                | Трав.                | Черв.                | Лип.                 | Серп.                | Вер.                 | Жовт.                | Лист.                | Груд.                | Рік                  |
| Середня температура, °C | 28,4                 | 29,1                 | 29,4                 | 28,5                 | 27,3                 | 26,4                 | 26,3                 | 26,6                 | 27,1                 | 27,6                 | 27,9                 | 27,9                 | 27,7                 |
| Норма опадів, мм        | 29.9                 | 35.5                 | 71.6                 | 163                  | 310                  | 414.5                | 401.8                | 305.6                | 204.3                | 184.3                | 126.9                | 42.5                 | 2289.9               |
| Днів з опадами          | 4,3                  | 4                    | 7,1                  | 14,3                 | 21,6                 | 25,7                 | 26                   | 23,1                 | 19,8                 | 18,1                 | 12,8                 | 6,9                  | 183,7                |
| Вологість повітря, %    | 67.5                 | 63.7                 | 65.7                 | 74.1                 | 81.4                 | 83.6                 | 82.6                 | 82.4                 | 80.5                 | 80.9                 | 77.5                 | 73.5                 | 76.1                 |
| ----------------------- | -------------------- | -------------------- | -------------------- | -------------------- | -------------------- | -------------------- | -------------------- | -------------------- | -------------------- | -------------------- | -------------------- | -------------------- | -------------------- |
| Джерело: Weatherbase    |                      |                      |                      |                      |                      |                      |                      |                      |                      |                      |                      |                      |                      |